# さつおう
さつおうは、農業協同組合JAさっぽろと栗山町の植物育種研究所が共同開発をしたタマネギの品種。札幌黄の改良品種である。

## 概要
かつて札幌村丘珠地区で名産品だったタマネギ「札幌黄」。生産性の難しさから生産量が少なくなり幻のタマネギと呼ばれるまでになった。2007年、果肉が肉厚で柔らかく耐病性を兼ね備えた改良品種が誕生した。また、加熱調理することにより高い甘味も特徴。

## 交配品種
- 札幌黄×イエロースパニッシュ